# 波波隧道
波波隧道（Paw Paw Tunnel）長3118英尺（950公尺），是切薩皮克和俄亥俄運河的一個運河隧道，位於馬里蘭州阿利根尼郡，靠近西維吉尼亞州的波波。本隧道的目的是在於跨過波多馬克河在此處的波波河彎，其有五個馬蹄形的河彎，長6英里（約9.7公里）。此鎮、河彎、隧道皆得名於附近山上常見的波波樹 。

## 歷史

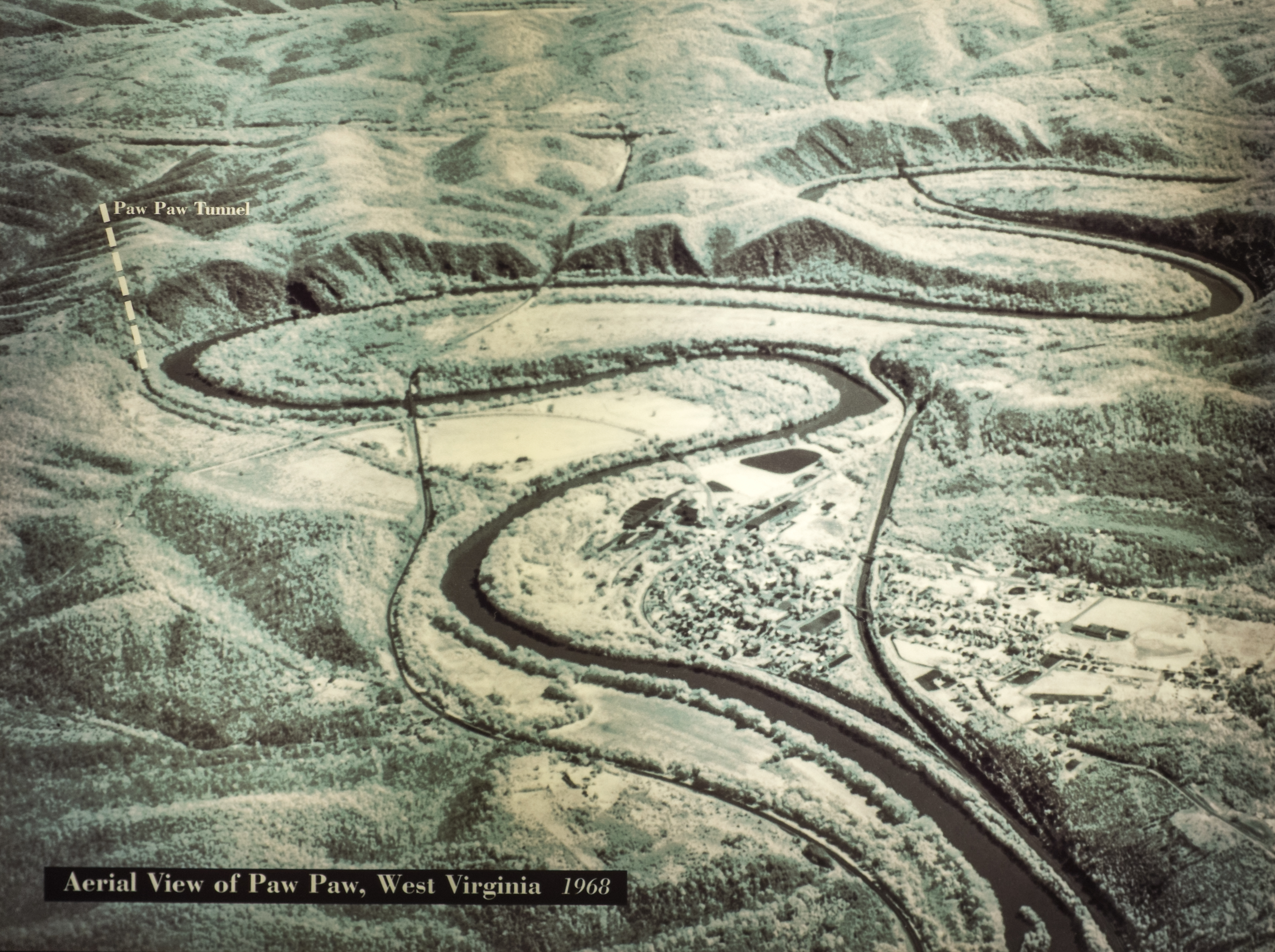
波波地區的空照圖。隧道所在位置可見標記。注意河道在馬里蘭州側的懸崖；這對工程師造成艱鉅挑戰。

面對波波河彎，工程師面臨著困難抉擇：沿著波多馬克河興建運河，但馬里蘭州一側陡峭的河岸使得運河需要跨到對岸的西維吉尼亞州，抑或興建隧道穿過河彎。新上任的工程師 Charles B. Fisk說服董事會興建隧道，計畫在1836年2月通過。當時預定在1838年7月完工。
李.蒙哥馬利（Lee Montgomery）原是衛理公會牧師，具有興建賓夕法尼亞州聯合運河的運河隧道的經驗，在1836年3月15日獲得興建本隧道的契約。 工程隨即在當年開始，但所招募的愛爾蘭工人並不熟悉隧道工作，因此又招募了英格蘭、威爾斯、德國等地的工人。但這卻引發了種族紛爭，在1837年、1838年、1839年釀成暴力事件（基本上是愛爾蘭人與其他各國人之間的紛爭） 。蒙哥馬利的工程最終在1840年6月5日在距離南口1505英尺處貫通了隧道，但隧道並未完工。
1841年至1847之間由於工程與財務困難，隧道工程並未有進展。
1848年與 McCulloch and Day 公司簽署轉包合約以完成隧道。隧道在1850年完工啟用，但磚砌內襯則是到隧道正式通航時才完成。工程費用為616,478.65美元。
原定兩年完工的工程，由於低估工程難度以及不同國家工人之間的紛爭，以及因財務困難未能按時發給工資，而面臨許多困難。雖然隧道最終完工，但公司也接近破產。由於本隧道的興建耗時過久與成本過高，使得運河公司最終決定將運河僅興建至坎伯蘭，而非原計畫的終點匹茲堡。雖然並不是世界上最長的隧道，但其工程仍是當時的一大成就。

## 隧道與船員
船員們通常可以藉由水位變化得知隧道裡是否有船。雖然往下游航行載有貨物的船隻顯然擁有優先航行權，但人們並不常理會此原則，偶爾因此發生肢體衝突。 
1872年在隧道西端安裝了信號燈以管制航行。隧道很狹窄，在騾子與隧道壁之間不容一人擠過。有紀錄提到，在隧道內有旅客演奏音樂（為了聆聽回音）或是歌唱（以壯膽）。

## 今天的隧道
今天遊客可攜帶手電筒經由仍完整保留的拖曳道探索隧道，回程可經由隧道，或是行經長2英里（3.2公里）的隧道山步道（Tunnel Hill Trail），領略興建隧道時，住在此步道旁的愛爾蘭與德國工人的生活遺跡。
2013年1月因落石導致隧道東邊的步道封閉了四個月；之後於該年4月17日重新開放。

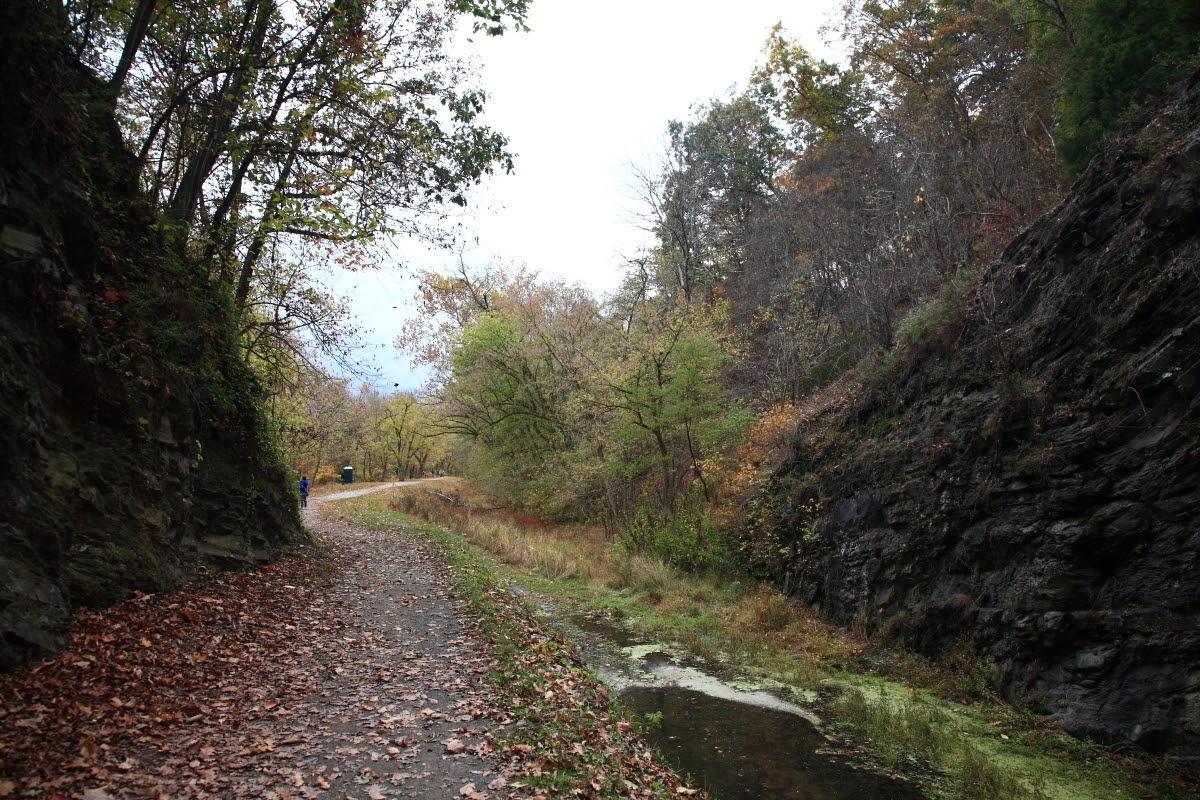
波波隧道北口